# شکست‌طلبی

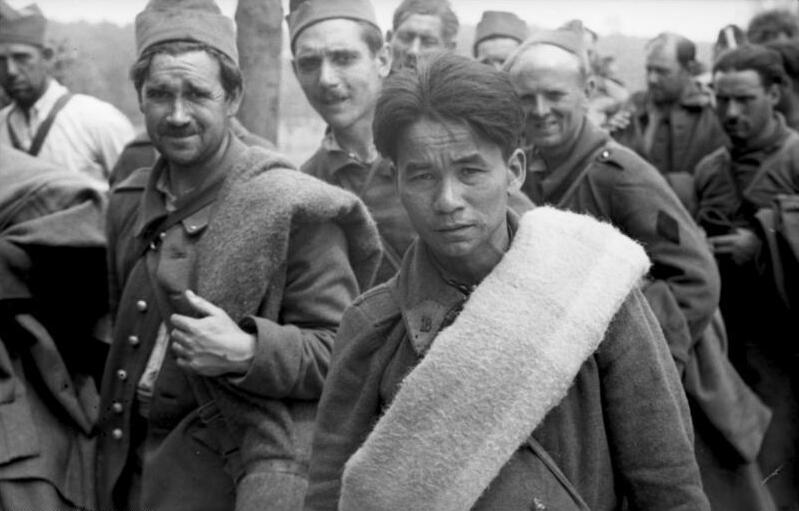
اسرای فرانسوی در جریان نبرد فرانسه

شکست‌گرایی، شکست‌طلبی، شکست باوری، یا شکست‌باوری و شکست‌پذیری، اشاره به حالتی است که کوتاه آمدن و مدارایِ پیش‌دستانه امری عاقلانه و سنجیده محسوب می‌شود، چون در غیر این صورت نابودی و باخت تمام‌عیار از پیش امری حتمی در نظر گرفته می‌شود.

## تاریخچه
جدا از نمونه‌های تاریخی در گذشته‌های دور (گفتگوهای ملین، صلح حدیبیه و…)، در تاریخ معاصر نیز، توسل به این شیوه بارها پیش آمده است.
پس از جنگ فرانسه و پروس در سال ۱۸۷۰ که فرانسه آسیب بسیار دید و ویلهلم اول به عنوان آخرین توهین به فرانسوی‌ها در کاخ ورسای در قلب فرانسه به عنوان امپراتور آلمان سوگند خورد، کوتاه آمدن و عقب‌نشینی فرانسه با شکست‌پذیری و شکست‌باوری توجیه شد.
در «کنفرانس زیمروالد» که در سوئیس از ۵ سپتامبر تا ۸ سپتامبر ۱۹۱۵ برگزار شد، کنفرانسی که ائتلاف میان کمونیست‌ها و سوسیال دموکرات‌های اصلاح‌طلب را در بین‌الملل دوم خدشه‌دار کرد، شکست‌پذیری مطرح گشت.
در جنگ جهانی اول نیز لنین برای مبارزه با ناسیونالیسم روسی و عدم حمایت از دولت تزاری در جنگ با آلمان، از اصطلاح شکست‌طلبی انقلابی استفاده نمود.
لنین، با بیان این که پرولتاریا نباید خود را درگیر جنگ سرمایه‌داری کند، اعلام کرد که دشمن پرولتاریا، رهبران امپریالیستی هستند که طبقات پایین خود را به نبرد می‌فرستند. چنانچه جنگ، به جنگ داخلی و سپس انقلاب جهانی تبدیل شود، کارگران از شکست‌های ملت خود به مراتب بیش‌تر منتفع خواهند شد.
تروتسکی این مسئله را این‌گونه توضیح داد: «امروز ما نه بر پایهٔ چشم‌انداز انحطاط، که بر پایهٔ چشم‌انداز انقلاب پیش می‌رویم. شکست‌طلبی انقلابی ما به هزینهٔ امپریالیست‌ها صورت می‌گیرد و نه به هزینهٔ پرولتاریا.»
لنین در کتاب بیماری کودکی چپ‌گرایی در کمونیسم یادآور می‌شود: «نفی سازش از نظر اصولی و نفی مجاز بودن هرگونه سازش بچه‌گانه است… سراسر تاریخ بلشویسم، خواه پیش و خواه پس از انقلاب اکتبر، سرشار از موارد مانور، ساخت و پاخت و سازش با احزاب دیگر و از جمله احزاب بورژوایی است.»
در پیامد بمباران هیروشیما و ناکازاکی و شکست و تسلیم ژاپن در جنگ جهانی دوم اصطلاح سیکاتاگانایی (هیچ راهی وجود ندارد؛ این نیز بگذرد؛ رضا به داده بده وز جبین گره بگشا…)، بر سر زبانها افتاد و امپراتور ژاپن هیروهیتو شکست‌باوری و شکست‌پذیری را توجیه نمود.
در ضرب‌المثل‌های فارسی نیز مضمون این برخورد اشاره شده است: «جایی که نمیتونی ورجی، فروجه» و «خودت را با شاخ گاو در نینداز».

## نقد
اگرچه گاهی شکست‌پذیری و شکست‌باوری، (دیپلماسی انقلابی) کارسازتر و مفیدتر از سینه سپر کردن‌های کورکورانه است و کوتاه آمدن از موضع ترقی‌خواهی، با سازش فرق دارد و قابل توجیه است اما در حّد و مرز آن بحث بسیار است و منتقدان می‌گویند که نمی‌توان هر کنش مربوط یا نامربوط را با صلح حدیبیه یا صلح برست لیتوفسک و… توجیه نمود و نامش را شکست‌پذیری و شکست‌باوری گذاشت.